# North Yorkshire
North Yorkshire (Yorkshire-ul de Nord) este un comitat în nord-estul Angliei.

## Orașe
- Bedale
- Catterick Garrison
- Easingwold
- Filey
- Guisborough
- Harrogate
- Helmsley
- High Bentham
- Knaresborough
- Loftus
- Malton
- Middleham
- Middlesbrough
- Northallerton
- Pickering
- Redcar
- Richmond
- Ripon
- Robin Hood's Bay
- Saltburn-by-the-Sea
- Scarborough
- Selby
- Settle
- Skipton
- Tadcaster
- Thirsk
- Thornaby-on-Tees
- Whitby
- Yarm
- York

1. ↑   http://ons.maps.arcgis.com/home/item.html?id=a79de233ad254a6d9f76298e666abb2b Lipsește sau este vid: |title= (ajutor)